# Andy Phillip
Andrew Michael "Handy Andy" Phillip (ur. 27 marca 1922 w Granite City, zm. 29 kwietnia 2001 w Rancho Mirage) – amerykański koszykarz, występujący na pozycji rozgrywającego, mistrz NBA, kilkukrotnie wybierany do drugiego składu najlepszych zawodników ligi oraz NBA All-Star Game. Członek Koszykarskiej Galerii Sław im. Jamesa Naismitha.
Działania wojenne przerwały jego studia oraz karierę koszykarską na ponad 2 lata. Phillip został wcielony do korpusu Marines, jako podporucznik. W trakcie trwającej wówczas II wojny światowej służył na wyspie Iwo Jima, gdzie toczyły się ciężkie walki.
W 1946 roku powrócił na uczelnię Illinois University. Tam po raz kolejny został zaliczony do składu All-American, tym razem drugiego. Po zakończeniu rozgrywek przystąpił do draftu NBA. Został w nim wybrany przez zespół Chicago Stags, który sezon wcześniej dotarł aż do finałów BAA. W Chicago spędził trzy lata. W 1950 roku uzyskał najwyższą średnią asyst (5,8) w całej NBA, jednak tytuł lidera w tej kategorii przyznawano wtedy na podstawie ich łącznej liczby. W tym względzie lepszy okazał się Dick McGuire z New York Knicks, który uzyskał 386 asyst (5,7) w stosunku do 377 Phillipa i to jemu przypadła w udziale "korona" lidera.
Po trzech latach w Chicago Phillip zasilił szeregi klubu Warriors. Podczas pobytu w Filadelfii zostawał dwukrotnie niekwestionowanym liderem NBA, w kategorii asyst. Rozpoczął też trwającą 5 lat serię występów w NBA All-Star Game.
W 1952 roku trafił do Fort Wayne Pistons. Jeszcze w tym samym roku, jako pierwszy zawodnik w historii NBA, zanotował ponad 500 asyst w trakcie jednego sezonu. Wraz z zespołem docierał również dwukrotnie do finałów NBA w 1955 i 1956 roku.
Po raz kolejny barwy klubowe zmienił w 1956 roku, kiedy to dołączył do Boston Celtics. Jego czas gry został nieco ograniczony i nie pełnił on już pierwszoplanowej roli jako rozgrywający, przyczynił się jednak znacznie do zdobycia przez Celtów pierwszego w historii klubu tytułu mistrzowskiego. Rok później Celtics dotarli ponownie do ścisłego finału, jednak tym razem musieli uznać wyższość rywali, biorących rewanż za ubiegłoroczną porażkę – St. Louis Hawks (4-2). Sezon ten okazał się być ostatnim w jego zawodniczej karierze. Nie mniej jednak jeszcze w tym samym roku, na początku kolejnego sezonu, prowadził on jako główny trener, przez 10 spotkań właśnie zespół z St. Louis (6-4). Następnie przez jeden sezon był natomiast trenerem Chicago Majors, drużyny występującej w lidze ABL (American Basketball League).
W 1961 roku uhonorowano go miejscem w Koszykarskiej Galerii Sław.

## Osiągnięcia
NCAA
- 2-krotny mistrz konferencji Big Ten (1942-43)[4]
- Zawodnik Roku Sporting News (1943)[9]
- Wybrany do:
  - I składu All-American (1942-43)[10]
  - II składu All-American (1947)[10]
  - Akademickiej Galerii Sław Koszykówki (2006)[11]
  - Illinois Men's Basketball All-Century Team (2005)
  - United States Marine Corps Sports Hall of Fame

NBA
- Mistrz NBA (1957)[1]
- 3-krotny wicemistrz NBA (1955-56, 1958)[1]
- Uczestnik meczu gwiazd:
  - NBA (1951–1955)[3]
  - Legend NBA (1964)[12]
- Zaliczany do:
  - II składu NBA (1952–53)[2]
  - Koszykarskiej Galerii Sław (Naismith Memorial Basketball Hall Of Fame – 1961)[4]
- Lider:
  - sezonu regularnego w asystach (1951, 1952)[13]
  - play-off w skuteczności rzutów wolnych (1949)[14]